# Luis García Meza Tejada
Luis García Meza Tejada (ur. 8 sierpnia 1929 w La Paz, zm. 29 kwietnia 2018 tamże) – boliwijski wojskowy i polityk, prezydent kraju. Zdobył władzę w kraju w wyniku zamachu stanu i sprawował dyktatorskie rządy.

## Życiorys
Luis García Meza był synem pułkownika armii boliwijskiej. Ukończył elitarną szkołę w La Salle w La Paz, a następnie Akademię Wojskową. Już w wieku czternastu lat miał stwierdzić, że zostanie kiedyś prezydentem Boliwii, co — jak pokazała przyszłość — nie było wcale nierealne w kraju, w którym dochodziło średnio do dwóch zamachów stanu rocznie. García Meza nie zdołał ukończyć Akademii, gdyż w 1950 został zawieszony za okrutne znęcanie się nad kadetami. Ponownie przyjęto go do wojska po rewolucji 1952 roku. Stopniowo zajmował coraz wyższe stanowiska. W listopadzie 1979 roku po zamachu stanu dokonanym przez pułkownika Alberto Natuscha Buscha, García Mezę mianowano dowódcą armii. Natusch Busch utrzymał się przy władzy tylko szesnaście dni. Jego następczynią została kuzynka García Mezy - Lidia Gueiler Tejada. Gdy zażądała ona od kuzyna rezygnacji ze stanowiska dowódcy armii, García Meza wystąpił przeciwko pani prezydent.
17 lipca 1980 dokonał krwawego zamachu stanu i przejął rządy w państwie. Brutalnie rozprawił się z przeciwnikami, wielu z nich kazał rozstrzelać. Sprawował rządy w sposób bezwzględny. Ogłosił "wojnę przeciwko ekstremistom". Mimo tego nie udało się Garcíi Mezie utrzymać długo przy władzy. Niespełna rok po objęciu rządów jego reżim stanął w obliczu katastrofy. Prezydent został ostatecznie zmuszony do ustąpienia ze stanowiska, zastrzegając jednak prawo wskazania następcy. Uzgodniono, że García Meza poda się do dymisji 6 sierpnia 1981. Wcześniej grupa wojskowych podjęła dwie próby obalenia go, a 4 sierpnia dokonano kolejnej próby zamachu stanu. Spiskowcy opanowali Santa Cruz. W tej sytuacji García Meza ustąpił ze stanowiska prezydenta, jednak cztery dni później próbował odzyskać władzę. Armia jednak nie podporządkowała się jego rozkazom i García Meza opuścił Boliwię.
W listopadzie 1982 roku García Meza został oskarżony o współudział w handlu narkotykami, który miał mu przynieść zyski w wysokości kilku milionów dolarów. Został uznany za winnego i wykluczony z boliwijskiej armii za "niszczenie prestiżu sił zbrojnych". 25 maja 1983 został aresztowany wraz z dwudziestoma dziewięcioma współpracownikami z jego rządu i oskarżony o korupcję i defraudację 50 milionów dolarów. Udało mu się zbiec do Argentyny, lecz w lutym 1984 został wydany władzom boliwijskim. W kwietniu 1993 roku został skazany na trzydzieści lat więzienia.
Zmarł 29 kwietnia 2018 w wieku 88 lat w szpitalu w La Paz z powodu zawału mięśnia sercowego.